# ツナガレラジオ〜僕らの雨降Days〜
『ツナガレラジオ〜僕らの雨降Days〜』（ツナガレラジオ ぼくらのあふりデイズ）は、2021年2月11日に公開された日本映画。監督は川野浩司。

## 概要
インターネットラジオ番組『オールナイトニッポンi』で配信中のWebラジオ番組『おしゃべや』の映画化プロジェクトが、2020年7月27日に生配信された3周年特別番組『#ツナガレ男子会』で発表され、同時に番組のパーソナリティを務める西銘駿、飯島寛騎、阿久津仁愛、井阪郁巳、橋本祥平、深澤大河、ゆうたろう、板垣李光人、立石俊樹、醍醐虎汰朗の10名が出演することも併せて発表された。

## 登場人物
アクト
演：西銘駿
あふりラジオの構成担当。元・劇団員。
ニガリ
演：飯島寛騎
あふりラジオの発起人。アフリカフェ店主。
クッパ
演：阿久津仁愛
あふりラジオの料理担当。料理ブロガー。
ミュート
演：井阪郁巳
あふりラジオのミキサー担当。
コーシ
演：橋本祥平
あふりラジオのディレクター担当。元・塾講師。
マクロ
演：深澤大河
あふりラジオの撮影担当。
ディジェ
演：ゆうたろう
あふりラジオのDJ担当。
セルガ
演：板垣李光人
あふりラジオのDJ担当。
バントー
演：立石俊樹
あふりラジオの雑用担当。
ジム
演：醍醐虎汰朗
あふりラジオのプロデューサー担当。
キミコ
演：田中真弓（特別出演）
参道の名物おばちゃん。
伊勢
演：イッセー尾形
大山の豆腐屋「伊勢屋」店主。

## スタッフ
- 監督：川野浩司
- 脚本：藤咲淳一[1]
- 音楽：成田旬
- 主題歌：PARED『Message 〜ツナガレイノチ〜』（ポニーキャニオン）
- 撮影監督：福本淳
- 照明：市川徳充
- 美術：五辻圭
- 装飾：林杏奈
- 録音：西山徹
- 整音：藤島敬弘
- 音響効果：小島彩
- 助監督：吉田和弘
- 制作担当：星野友紀
- 配給：ローソンエンタテインメント
- 制作協力：ブースタープロジェクト
- 制作プロダクション：ポニーキャニオン
- 製作：「雨降ラジオ」製作委員会